# Roman Melodos
Roman Melodos, Roman Pieśniarz, znany również, jako Roman Hymnograf, (łac. Roman Melodos, gr.  Ῥωμανὸς [ὁ] Μελωδός, cs. Prepodobnyj Roman Sładkopiewiec; ur. ok. 490 r. w Emesie, obecnie Hims, zm. ok. 555) – święty mnich w Kościele prawosławnym oraz diakon i święty Kościoła katolickiego,  wielki poeta religijny Cesarstwa Bizantyńskiego, autor kontakiów poświęconych świętom cerkiewnym, Matce Bożej i innym świętym, z których do naszych czasów przetrwało około osiemdziesięciu.

## Życiorys
Roman Pieśniarz urodził się ok. 490 roku w syryjskiej Emesie w rodzinie żydowskiej. W wieku młodzieńczym przyjął chrzest. Po zdobyciu podstaw wykształcenia grecko-syryjskiego przeniósł się do Berytos, gdzie pogłębił wykształcenie klasyczne i znajomość retoryki. Po otrzymaniu święceń diakonatu około 515 roku przez trzy lata był kaznodzieją w świątyni Zmartwychwstania Pańskiego. Pod koniec panowania cesarza Anastazjusza I, przeniósł się do Konstantynopola i zamieszkał w klasztorze przy kościele Bogarodzicy (Theotόkos) w dzielnicy Kyros.
W tym kościele miało miejsce przełomowe wydarzenie w jego życiu. Jak podaje Synaksarion, było to w wigilię Bożego Narodzenia, nie sprostawszy wyzwaniu chórzystów, aby zaśpiewał pieśń pochwalną na cześć Boga, Roman zaczął się modlić przed ikoną Matki Bożej i zasnął. We śnie zjawiła mu się Bogarodzica, podała mu zwój i poleciła, by go zjadł, co też uczynił. Gdy się obudził, był już pierwszy dzień świąt. Roman wszedł na ambonę i zaśpiewał swój hymn – Dziewica rodzi dzisiaj Przedwiecznego... (gr. Ἡ Παρθένος σήμερον, τὸν ὑπερούσιον τίκτει), najbardziej popularną pieśń bożonarodzeniową w 18 strofach, śpiewaną do XII wieku przez dwa chóry w stołecznych kościołach Mądrości Bożej i św. Apostołów, która do dzisiaj należy do ulubionych kolęd greckich.
Dalsze jego losy nie są znane. Zmarł po 550 lub 555 roku, został pochowany w kościele Bogurodzicy, gdzie oddawano mu cześć w dniu 1 października. Wyniesiony na ołtarze, jest czczony zwłaszcza w Kościołach prawosławnych tradycji greckiej i w Apostolskim Kościele Ormiańskim. Wspomnienie liturgiczne świętego Romana, w Kościele katolickim, obchodzone jest 1 października (według tradycji greckiej). Cerkiew prawosławna wspomina go 1/14 października, tj. 14 października według kalendarza gregoriańskiego.

## Żywoty i ikonografia
Informacje o życiu Romana pochodzą z menologionu cesarza Bazylego II spod dnia 1 października (Cod. vat. 1313), z powstałego na przełomie X i XI wieku Kodeksu jerozolimskiego (Cod. jeros. 40) oraz z Żywota świętego Romana.
W ikonografii święty przedstawiany jest w liturgicznych szatach diakona, jako mężczyzna w średnim wieku z krótką brodą i zazwyczaj długimi, spadającymi na ramiona włosami. Przeważnie w prawej dłoni trzyma kadzidło, a w lewej otwartą ku sobie książkę do nabożeństw lub zwój z pierwszymi słowami hymnu: Dziewica rodzi dzisiaj Przedwiecznego...

## Charakter twórczości
Przez lata Roman był melodosem przy kościele Bogarodzicy na Kyros. Tłumaczenie tego słowa jako „pieśniarz” niewiele mówi. Melodos był przede wszystkim kaznodzieją. Po zakończeniu czytania biblijnego Roman wchodził na ambonę umieszczoną pośrodku kościoła i intonował śpiewaną i wierszowaną homilię zwaną kontakionem. Słowo kontákion oznaczało najpierw drążek, na który nawinięty był zwój, z którym melodos stawał przed wiernymi, później zwój pisma z pieśnią religijną, wreszcie samą pieśń religijną. Stanąwszy przed słuchaczami Roman śpiewał najpierw „wstęp” (proojmion), mający formę modlitwy lub błagania, w którym zapowiadał temat homilii i wyjaśniał refren, który powtarzano chóralnie na końcu każdej recytowanej przez niego strofy.
Kontakion mógł mieć od 18 do 24 strof o stałej strukturze, biorąc pod uwagę liczbę sylab, miejsce akcentu w wersie, układ syntaktyczny. Historycznie rzecz ujmując, kontakia powstały z łączenia nierównozgłoskowych tropariów – krótkich pieśni liturgicznych wplatanych między lekcje Ewangelii. Strofy kontakionu nazywano dlatego tropariami albo częściej òjkoj. Pierwsza strofa, allometryczna, nosiła nazwę kukúllion (czapka, kaptur). Kolejne naśladowały układ kukúllionu. Każdą strofę kończył refren (efymnion), najczęściej taki sam dla uzyskania poetyckiej jednolitości, zwieńczony aklamacją: „alleluja” lub „hosanna”. Początkowe litery strof tworzyły akrostych – imię autora, często poprzedzone słowem „pokorny”. Szczególnie ulubioną strofę kontakionu, hirmos (hejrmόs), poeta przenosił jako pierwszą strofę do nowo tworzonego kontakionu. Kontakia skomponowane na podstawie kilku hirmosów określano nazwą idomela.

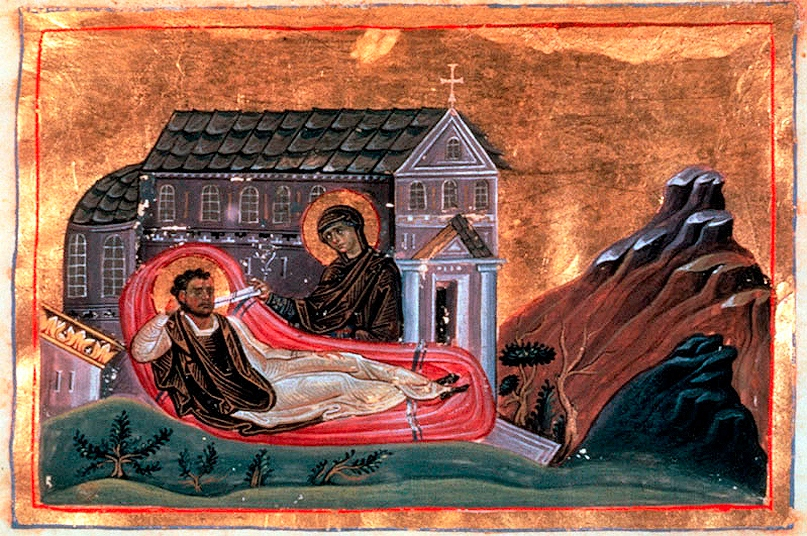
Roman Pieśniarz i Bogurodzica

Roman odziedziczył tę formę wyrazu poetyckiego po swoich poprzednikach z końca V wieku. Kontakia miały charakter liryczno-dramatyczny, posiadały również partie narracyjne, ponieważ często stanowiły rodzaj katechezy. Melodos ozdabiał je figurami retorycznymi: apostrofami, pytaniami, ozdobnikami krasomówczymi. Często zawierały partie dialogowe, a czasem całe były pełnym ekspresji dramatycznej dialogiem. Przykładem może być kontakion Romana przeznaczony na Piątek Męki Pańskiej, będący dialogiem Matki Bożej z Synem. Maryja mówi do Jezusa: Dokąd zdążasz Synu? / Dlaczego tak szybko kończysz bieg swego życia? / Nigdy nie przypuszczałam Synu, że zobaczę Cię w takim stanie / i nigdy nie wyobrażałam sobie, że do takiego stopnia posuną się w swej złości niegodziwi ludzie / by podnieść na Ciebie rękę wbrew wszelkiej sprawiedliwości. Na co Jezus odpowiada: Dlaczego płaczesz moja Matko? (…) Czyż nie powinienem cierpieć? Czy nie powinienem umrzeć? / Jakże mógłbym zbawić Adama?. Pociesza swą matkę, przypomina jej o swej roli w dziejach zbawienia: Odsuń się Matko, odsuń od siebie Twoje cierpienie: / nie przystoi Ci zawodzenie, ponieważ zostałaś nazwana »łaski pełną« (Maryja u stóp krzyża 1-2; 4-5).

## Spuścizna literacka
Według legendy Roman napisał w ciągu swego życia około 1000 kontakiów. Z jego obfitej twórczości zachowało się do czasów obecnych 88 utworów, jednak autentyczność niektórych jest sporna. 34 zachowane kontakia (największa grupa) traktują o Chrystusie. Należą do nich utwory: O Zmartwychwstaniu, Na Sąd Ostateczny, Do Marii Panny pod Krzyżem, O zdradzie Judasza, Do Czterdziestu Męczenników. Wiele kontakiów jest poświęconych uroczystościom świątecznym roku kościelnego, postaciom patriarchów, proroków, świętych Starego i Nowego Zakonu, przypowieściom ewangelicznym, żywotom męczenników. Spotykane są utwory nawiązujące do homilii Ojców Kościoła, zwłaszcza Grzegorza z Nazjanzu, Grzegorza z Nyssy, Efraima, Bazylego Wielkiego, Bazylego z Seleucji. Nie brak również polemik z herezjami oraz ataków na kult pogański, być może związanych z zamknięciem Akademii Platońskiej.
Roman Pieśniarz jest też uważany przez większość badaczy za twórcę pieśni do Matki Bożej Akáthistos Hýmnos – najznakomitszego zabytku liturgii bizantyńskiej. Utwór składa się z 24 strof i jest poprzedzony wstępem, który właściwie tworzy dwunastowersową pieśń, troparion, zakończoną aklamacją Witaj (chájre). Strofy tworzą akrostych alfabetyczny, co oznacza, że każda zaczyna się kolejną z 24 liter alfabetu greckiego. Każda z 12 strof parzystych liczy 8 wersów, zawierających w sumie 62 zgłoski i kończy się aklamacją: Alleluja. Strofy nieparzyste liczą sobie po 16 wersów, są podzielone na 28 szeregów o 212 zgłoskach i kończą się aklamacją: Witaj, Panno niepoślubiona!. Strofy nieparzyste składają się z kilkuwersowego wprowadzenia i 12 wersowej litanii, pozdrowienia (chajretismòj), zaczynającego się od słowa Witaj. Pierwsza część hymnu mówi o tajemnicy Wcielenia, o Zwiastowaniu, narodzinach i dzieciństwie Jezusa, ucieczce do Egiptu, druga jest lirycznym uwielbieniem Chrystusa i Jego Matki.

## Tematyka twórczości
Głównym tematem twórczości Romana jest jedność działania Bożego w dziejach, objawiająca się w harmonii pomiędzy stworzeniem a historią zbawienia, pomiędzy Starym i Nowym Testamentem. Innym ważnym tematem jest ciągłość, jaka istnieje, dzięki Duchowi Świętemu, pomiędzy Chrystusem, który wstąpił do nieba, a apostołami, tworzącymi Kościół, o których mówi: mocą boską zdobyli wszystkich ludzi; / wzięli Chrystusowy krzyż niczym pióro, / posługiwali się słowami niczym siecią i dzięki nim złowili świat, / Słowo było dla nich niczym zaostrzony haczyk, / przynętą stało się dla nich / ciało Władcy wszechświata (Pięćdziesiątnica 2;18).
Medytując nad osobą Chrystusa Roman podkreśla, że jest On prawdziwym człowiekiem i prawdziwym Bogiem, jedną osobą, syntezą stworzenia i Stwórcy. Chrystus był człowiekiem, ale był również Bogiem, /, ale nie podzielonym na dwoje: jest Jednym, Synem Ojca, który jest Jeden (Męka 19). Roman Melodos pozostaje też głęboko związany z Matką Bożą – jej zawdzięcza dar poetycki, wspomina ją na końcu prawie wszystkich hymnów i jej dedykuje swoje najpiękniejsze utwory: Boże Narodzenie, Zwiastowanie, Boskie Macierzyństwo, Nową Ewę.
W swoim nauczaniu moralnym nawiązuje do Sądu Ostatecznego (Dziesięć panien). Prowadzi słuchaczy do konfrontacji z prawdą o sprawiedliwym Sędzi i zachęca do nawrócenia. W Weselu w Kanie i Dziesięciu pannach podkreśla pierwszeństwo miłości przed wstrzemięźliwością: dziesięć panien posiadało cnotę nienaruszonego dziewictwa, / w przypadku pięciu ta trudna próba okazała się bezowocna. / Inne zajaśniały dzięki lampom miłości do ludzkości, / dlatego Oblubieniec je zaprosił (Dziesięć panien 1).

## Artyzm i język

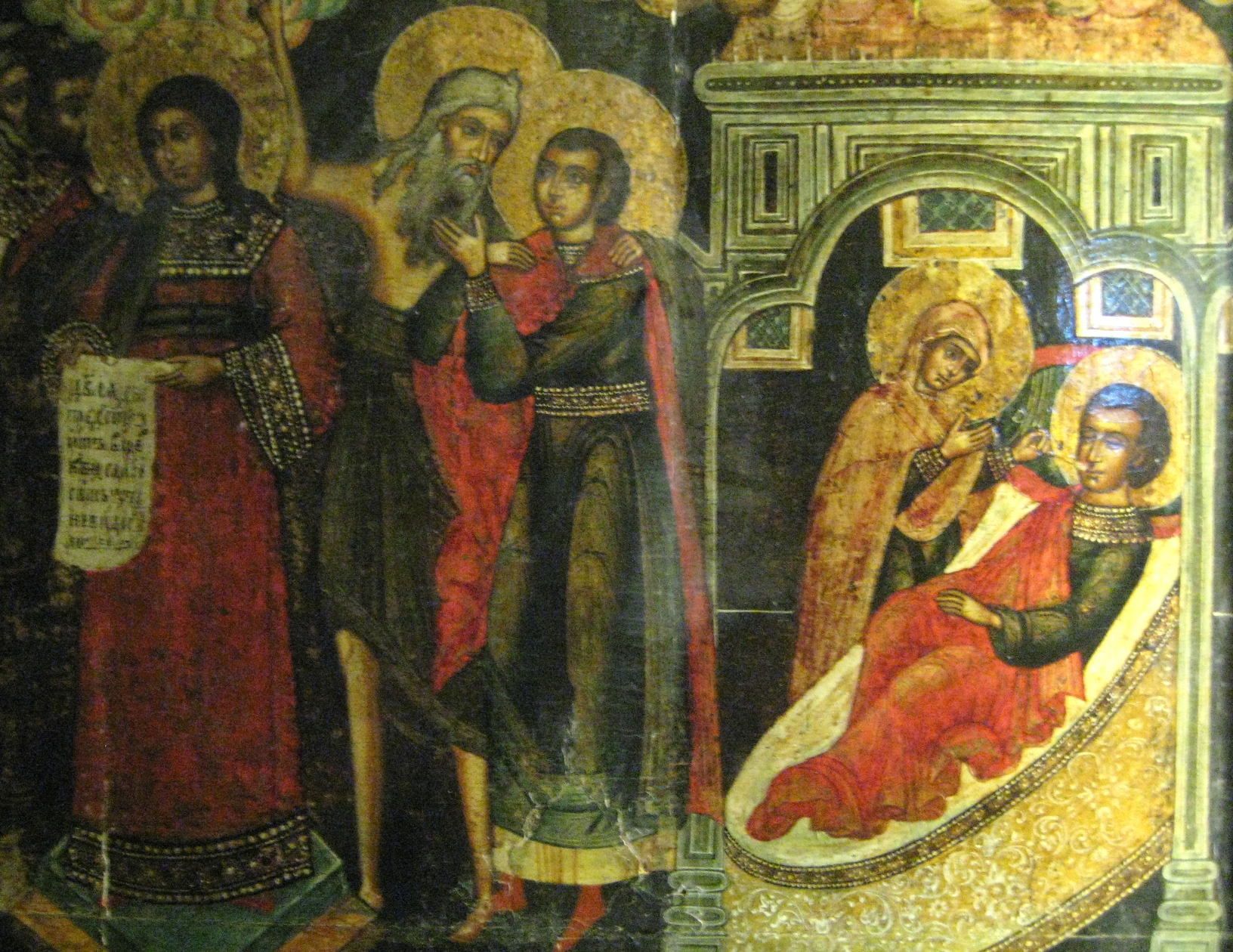
Fragment ikony Opieka Przenajświętszej Bogurodzicy z 1642 roku. Z prawej strony Matka Boża karmi Romana zwojem z pieśnią.

Utwory Romana odznaczają się niezwykle kunsztowną formą. Poeta dzieli wersy na równomierne szeregi, wykazuje niezwykłą inwencję w budowie zwrotek, łączy je w wielopiętrowy układ, w którym troparia tworzą kontakia, a te wieloczęściowe hymny. Posługuje się zróżnicowanymi formami: narracją, liryką, dialogiem, dramatem; różnorodnymi środkami wyrazu: sięga po śmiałe porównania, antytezy przeplatane sentencjami, stopniowanie napięcia dramatycznego, refleksje dogmatyczne, polemikę, nauki moralne.
W twórczości swojej używa bogatego, obrazowego języka potocznego, żywej koine bizantyńskiej VI wieku, nieco uwznioślonej poprzez zapożyczenia z greki klasycznej i hebrajskiego biblijnego. Przykładem obrazowości jego języka może być fragment kontakionu Ofiarowanie w świątyni, w którym nazywa Pana Jezusa: źródłem, które nie parzy i światłem przeciw ciemnościom i mówi Pałam pragnieniem trzymania Cię w dłoni jak lampę; / kto bowiem nosi latarnię pośród ludzi jest oświetlany, nie parząc się. / Oświeć mnie zatem, Ty który jesteś niegasnącą Lampą (Ofiarowanie w świątyni 8). W jednym z utworów prosi uczyń jasnym mój język, o mój Zbawco, otwórz moje usta, /, a po ich napełnieniu przeszyj moje serce, by moje czyny / były zgodne z moimi słowami (Posłannictwo apostołów 2).

## Znaczenie
Artystyczna forma kontakionu wykształciła się pod koniec V wieku. W VI stuleciu tworzyli kontakia: cesarz Justynian I, Anastazy Kyriak, święta Marta, matka świętego Symeona Słupnika Młodszego. Do prawdziwego rozkwitu doprowadził jednak ten gatunek literacki dopiero Roman Pieśniarz. Ten niezwykły wybuch poetyckiego talentu u początków poezji bizantyńskiej bywa porównywany z pojawieniem się Homera u zarania literatury greckiej czy Dantego u początków literatury włoskiej. Po Romanie nie było już w poezji bizantyńskiej innych równie wybitnych twórców kontakiów, pod koniec VII wieku wraz z twórczością Andrzeja z Krety pojawił się nowy gatunek literacki – kanon.
Jedni widzą w Romanie najwybitniejszego poetę bizantyńskiego, inni najwybitniejszego bizantyńskiego hymnografa. Roman bywa też porównywany do najwybitniejszych twórców liryki chóralnej starożytności: Pindara (518-446) – mistrza liryki chóralnej Grecji epoki klasycznej i Prudencjusza (348-ok. 405) hiszpańskiego twórcy łacińskich, i horacjańskich zarazem, hymnów chrześcijańskich.
Patriarcha Eutymiusz powiedział o nim:

Nie znając Pisma był mędrcem znakomitszym od wielu uczonych.

## Publikacje wydane w języku polskim
- Roman Melodos, Akatyst, przeł. M. Bednarz, wyd.4, Warszawa 1991.
- Hymn Akathistos, przeł. Wojciech Kania, Tarnów 1982. Głos tradycji t.3.
- Hymnos Akathistos, przeł. M. Bednarz, w: Niepokalana, Hymn Akatyst, O matko kocham Cię, Niepokalana, Kraków 1937, s. 20-53.
- Roman Melodos, Hymn na Boże Narodzenie, przeł. Marek Starowieyski, „Tygodnik Powszechny”, 24-31 XII 1978.
- św. Roman Melodos, Hymn na Boże Narodzenie, w: Verbraken Patrick – Pierre Dom OSB, Starowieyski Marek Ks., Ojcowie Kościoła. Panorama patrystyczna, Warszawa 1991, Wyd. Archidiecezji Warszawskiej, s. 196-202.
- św. Roman Piewca, Hymn na Boże Narodzenie, Hymn Akathistos, przeł. Ks. Marek Starowieyski, Wojciech Kania, w: Pieszczoch Szczepan ks., Patrologia, t.2: Ojcowie mówią, Gniezno 1994, s. 236-238.
- Roman Melodos, Hymn o Zmartwychwstaniu, przeł. Marek Starowieyski, „Tygodnik Powszechny”, 18 IV 1976.
- Roman Melodos, Hymny (wybór), Muza Chrześcijańska, t.3: Poezja grecka i bizantyńska, wstęp i opracowanie Marek Starowieyski, przekład zbiorowy, Kraków 1985, Znak, s. 164-174. Ojcowie Żywi t.12.
- Roman Melodos, Modlitwa do Chrystusa i jego Matki, w: Literatura bizantyńska, wybór tekstów, układ i tłum. Jan Birkenmajer, Wielka literatura powszechna Trzaski, Everta i Michalskigo, Antologia, t. 6, cz.2, Warszawa 1933, s. 853-854.
- Roman Melodos, Modlitwa do Chrystusa i jego Matki, przeł. Jan Birkenmajer, w: Światła ekumeny. Antologia patrystyczna, oprac. Andrzej Bober, Kraków 1965, s. 514-516.
- Roman Melodos, Pieśń o Bożym Narodzeniu, przeł. Jan Birkenmajer, w: Światła ekumeny. Antologia patrystyczna, oprac. Andrzej Bober, Kraków 1965, s. 513-513.
- Roman Melodos, Pieśń o Bożym Narodzeniu, w: Literatura bizantyńska, wybór tekstów, układ i tłum. Jan Birkenmajer, Wielka literatura powszechna Trzaski, Everta i Michalskigo, Antologia, t. 6, cz.2, Warszawa 1933, s. 706.